# Samuel Cogolati
Samuel Cogolati (Luik, 12 maart 1989) is een Belgisch politicus voor Ecolo.

## Levensloop
Cogolati werd in 2013 master in de rechten aan de Katholieke Universiteit Leuven. Ook behaalde hij een Certificate of Legal Studies aan het King's College in Londen en in 2014 een Master of Laws aan Harvard Law School. Hij werkte van 2014 tot 2019 als onderzoeker voor het Leuvens Centrum voor Global Governance Studies van de KU Leuven.
Hij sloot zich op zijn veertiende aan bij Ecolo en is voor deze partij sinds 2015 gemeenteraadslid van Hoei. 
Bij de verkiezingen van 26 mei 2019 werd Cogolati verkozen tot lid van de Kamer van volksvertegenwoordigers voor de kieskring Luik. Hij werd ondervoorzitter van de Kamercommissie Buitenlandse Betrekkingen en ging zich toeleggen op de verdediging van mensenrechten en kwesties als de erkenning van de genocide tegen de Oeigoeren in China, de bescherming van burgers tegen de inzet van explosieve wapens in dichtbevolkte gebieden en de vervolging van misdaden tegen de mensheid in Congo. Daarnaast werd hij actief in de commissie Energie en boog zich over het beleid tegen de klimaatverandering. Voorts werd Cogolati voorzitter van de Belgische delegatie in de Interparlementaire Unie en voorzitter van het mensenrechtencomité binnen de internationale organisatie.
In maart 2021 was Cogolati het doelwit van tegensancties die de Volksrepubliek China uitvaardigde als reactie op de sancties die de Europese ministers van Buitenlandse Zaken hadden opgelegd tegen enkele Chinese topambtenaren en organisaties, vanwege de onderdrukking van de Oeigoerse minderheid in de provincie Xinjiang. Cogolati had in de Kamer namelijk een resolutie ingediend ter veroordeling van de vervolging van de Oeigoeren en werd daarom door Peking beschuldigd van het schaden van de Chinese autoriteit en belangen in Xinjiang.
Cogolati was ook doelwit van een digitale aanval. Het Belgische cybersecuritycentrum vermoedt dat hackersgroep APT31 erachter zit, maar heeft hierover geen volledige zekerheid. De hackersgroep APT31 heeft banden met de Chinese overheid en wordt vaker in verband gebracht met digitale aanvallen op critici van de Communistische Partij.
Bij de federale verkiezingen van 9 juni 2024 raakte Cogolati door de zware nederlaag van zijn partij niet herkozen als Kamerlid. Na deze verkiezingen stelde hij zich samen met Marie Lecocq kandidaat om co-voorzitter van de partij te worden. Op 13 juli 2024 werden Cogolati en Lecocq met 71,96 procent van de stemmen verkozen tot co-voorzitters van Ecolo.